# إيملي سامويلسون
إيملي سامويلسون (بالإنجليزية: Emily Samuelson)‏ هي راقصة على الجليد أمريكية، ولدت في 14 مايو 1990 في ساوثفيلد في الولايات المتحدة.

## وصلات خارجية
- إيملي سامويلسون على موقع الاتحاد الدولي للتزلج (الإنجليزية)
- إيملي سامويلسون على موقع الاتحاد الدولي للتزلج (الإنجليزية)
- إيملي سامويلسون على موقع اللجنة الأولمبية الدولية (الإنجليزية)
- إيملي سامويلسون على موقع أوليمبيديا (الإنجليزية)
- إيملي سامويلسون على موقع اللجنة الأولمبية والبارالمبية الأمريكية (الإنجليزية)